# Parathalestris cambriensis
Parathalestris cambriensis is een eenoogkreeftjessoort uit de familie van de Thalestridae. De wetenschappelijke naam van de soort is voor het eerst geldig gepubliceerd in 1964 door Wells.